# Lemnalia
Lemnalia är ett släkte av koralldjur. Lemnalia ingår i familjen Nephtheidae.

## Dottertaxa tillLemnalia, i alfabetisk ordning[1]
- Lemnalia acutispiculata
- Lemnalia africana
- Lemnalia amabilis
- Lemnalia bantayensis
- Lemnalia benayahui
- Lemnalia bournei
- Lemnalia carnosa
- Lemnalia cervicornis
- Lemnalia crassicaulis
- Lemnalia digitata
- Lemnalia elegans
- Lemnalia exilis
- Lemnalia faustinoi
- Lemnalia flava
- Lemnalia fragilis
- Lemnalia gracilis
- Lemnalia grandispina
- Lemnalia humesi
- Lemnalia jukesii
- Lemnalia laevis
- Lemnalia longiramus
- Lemnalia madagascarensis
- Lemnalia nitida
- Lemnalia peristyla
- Lemnalia philippinensis
- Lemnalia rhabdota
- Lemnalia scasa
- Lemnalia squamifera
- Lemnalia tenuis
- Lemnalia terminalis
- Lemnalia tixierae
- Lemnalia umbellata
- Lemnalia zimmeri